# Drogenkrieg auf den Philippinen

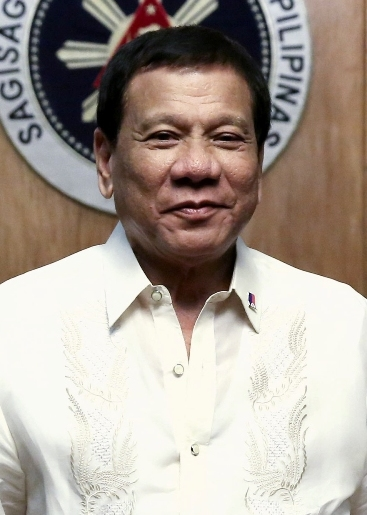
Rodrigo Duterte, Präsident der Philippinen, gilt als Hardliner im Kampf gegen den grassierenden Drogenhandel auf den Philippinen

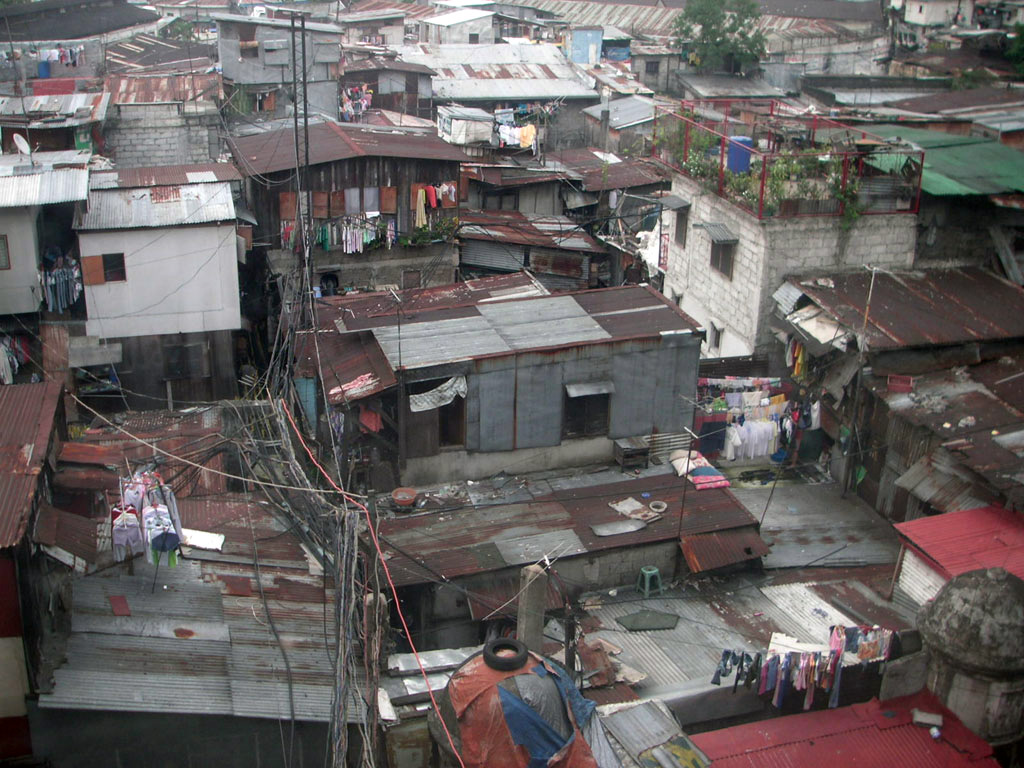
Slum (Armenviertel) in Manila. In der Hauptstadtregion gibt es besonders viele Probleme mit Drogen

Der Drogenkrieg auf den Philippinen ist eine Bezeichnung für die staatliche Anti-Drogen-Strategie des Präsidenten Rodrigo Duterte seit seinem Amtsantritt im Juli 2016. Im September 2021 gab der Internationale Strafgerichtshof bekannt, Ermittlungen gegen den Präsidenten wegen Verdachts auf Verbrechen gegen die Menschlichkeit einzuleiten. Die Bezeichnung „Drogenkrieg“ gilt als irreführend, da es sich um eine einseitige staatliche Handlung handelt und wird daher von Kritikern in Anführungszeichen verwendet. Menschenrechtsorganisationen schätzen die Zahl der Todesopfer auf über 27.000. Unter dem Hashtag #StopTheKillingsPH wird national und international zu Protest aufgerufen.

## Hintergrund
Auf den Philippinen gibt es schätzungsweise drei bis vier Millionen Drogensüchtige. Daneben gibt es ungefähr 10.000 Dealer. Besonders problematisch ist Crystal Meth. Insbesondere in den Armenvierteln um Manila ist Drogenkonsum weit verbreitet. Dass die grassierende Drogensucht auch in weiten Teilen der Bevölkerung bekannt und geächtet ist, ist auch mitverantwortlich für die Wahl Rodrigo Dutertes im Jahr 2016 zum Präsidenten des Landes, da Duterte im Wahlkampf versprach, entschlossen gegen den Drogenhandel vorzugehen.

## Bilanz und Kritik
Die Zahl der Opfer wird nach drei Jahren auf etwa 20.000 geschätzt. Unter den Opfern sind größtenteils Kleindealer, Abhängige und Unbeteiligte aus den Slums rund um Manila, da die Polizei, aus Angst vor Vergeltungsaktionen der Drogenbanden, die Drogenbosse meist verschont. Vielfach kritisiert wurde auch die Wortwahl von Präsident Duterte im Zusammenhang mit dem Drogenkrieg. So stieß beispielsweise die Aussage „Hitler hat drei Millionen Juden getötet. Auf den Philippinen haben wir drei Millionen Drogenabhängige. Die würde ich gerne töten.“, weltweit auf Entsetzen, da erstens der Holocaust nicht drei, sondern sechs Millionen Juden das Leben gekostet hat und zweitens der Vergleich mit dem Holocaust vielfach als unpassend und für die Opfer beleidigend angesehen wurde. Ein weiterer Kritikpunkt beschäftigt sich mit dem Vorgehen der Polizei im Kampf gegen die Drogen, da Verhaftungen und vielfach auch Erschießungen nachts und ohne Gerichtsurteile durchgeführt werden. Es besteht weiterhin die Vermutung, dass die Kommandos der Polizei, die oftmals auch als Todesschwadronen bezeichnet werden, nach Quote töten, was von staatlicher Seite allerdings bestritten wird.